# Матасич, Анте
Анте Матасич (хорв. Ante Matasić; 9 июня 1862, Комполе — 24 июня 1942, Загреб) — хорватский военачальник и политический деятель, генерал армий Австро-Венгрии и Независимого государства Хорватия.

## Биография

### Первая мировая война
Анте Матасич родился в Комполе (около Оточаца) 9 июня 1862. В юности познакомился с Анте Старчевичем, который увлёк его в политику, благодаря чему и стал приверженцем правой идеологии. Служил в австро-венгерской армии, в 1912 году возглавил 25-й Загребский домобранский пехотный полк, а также стал заместителем командира 7-го/6-го Загребского Хорватско-Славонского домобранского военного округа. Загребский пехотный полк состоял в 83-й пехотной бригаде, входившей, соответственно, в 42-ю «дьявольскую» домобранскую пехотную дивизию. Бригада под командованием Матасича участвовала в боях в Сербии и Галиции, проявив себя с лучшей стороны. Матасич дослужился до звания генерал-майора.

### Между войнами
После становления Государства словенцев, хорватов и сербов в Хорватии власть перешла в руки Народного вече. В начале ноября 1918 года Матасич вышел на пенсию, но тут же его начали преследовать за правые политические взгляды. В конце 1918 года он был брошен в тюрьму, откуда был освобождён в феврале 1919 года. В Загребе он возглавил Офицерское вече, которое состояло из бывших военных Австро-Венгрии и некоторых гражданских лиц. Помощь Офицерскому вече оказывал Хорватский комитет из хорватской эмиграции, ведомой троицей Саркотич-Дуич-Перчевич и представленный в Вене в лице Ивицы Франка и Владимиром Саксом Петровичем. Численность вече составляла до 2 тысяч человек. В ноябре 1929 года Матасич снова был арестован полицией после волны протестов правых, связанной с убийством Тоне Шлегеля и арестом Стипе Явора.

### Вторая мировая война
Сразу же после провозглашения Независимого государства Хорватия Матасич, несмотря на свой возраст, был принят в хорватскую армию как генерал пехоты и продолжил там службу. Через несколько дней награждён лично Анте Павеличем за выдающуюся службу. В июне 1941 года стал почётным членом движения усташей, в феврале 1942 года назначен председателем Хорватского государственного Сабора. Скончался 24 июня 1942 в Загребе.